# Mormonia peramans
Mormonia peramans là một loài bướm đêm trong họ Noctuidae.